# Windsor (Maine)
Windsor és una població dels Estats Units a l'estat de Maine (EUA). Segons el cens del 2000 tenia 2.204 habitants.

## Demografia
Segons el cens del 2000, Windsor tenia 2.204 habitants, 846 habitatges, i 620 famílies. La densitat de població era de 24,6 habitants/km².
Dels 846 habitatges en un 36,2% hi vivien nens de menys de 18 anys, en un 60% hi vivien parelles casades, en un 9% dones solteres, i en un 26,7% no eren unitats familiars. En el 19,1% dels habitatges hi vivien persones soles el 7,1% de les quals corresponia a persones de 65 anys o més que vivien soles. El nombre mitjà de persones vivint en cada habitatge era de 2,61 i el nombre mitjà de persones que vivien en cada família era de 2,97.
Per edats la població es repartia de la següent manera: un 26,5% tenia menys de 18 anys, un 6,3% entre 18 i 24, un 32,2% entre 25 i 44, un 24,3% de 45 a 60 i un 10,7% 65 anys o més.
L'edat mediana era de 36 anys. Per cada 100 dones de 18 o més anys hi havia 94,6 homes.
La renda mediana per habitatge era de 40.039 $ i la renda mediana per família de 43.792 $. Els homes tenien una renda mediana de 31.146 $ mentre que les dones 24.194 $. La renda per capita de la població era de 16.746 $. Entorn del 5,5% de les famílies i el 9,5% de la població estaven per davall del llindar de pobresa.